# 노무라 유스케
노무라 유스케(일본어: 野村 祐輔, 1989년 6월 24일 ~ )는 일본의 프로 야구 선수이며, 현재 센트럴 리그인 히로시마 도요 카프의 소속 선수(투수)이다. 오카야마현 구라시키시 출신이다.

## 인물

### 프로 입단 전
외가의 실제 거주지가 있는 후쿠오카현 기타큐슈시에서 태어났다. 훗날 팀 동료가 되는 아베 도모히로와 같은 생년월일을 갖고 있으며 두 사람은 기이하게도 같은 병원에서 30분 차이로 태어났다. 초등학교 1학년 때부터 연식야구를 시작해 6학년 때에는 소속 오카야마현 대회에서 팀의 준우승을 이끌었다. 중학교 시절에는 오카야마현의 경식 소년 야구팀에 소속돼 주로 두 번째 투수로서 활약하는 등 서일본 대회에서 우승을 제패했고 3학년 때에는 오카야마 현지의 강호 고등학교로의 진학이 정해져 있었는데 그해 9월 고료 고등학교에 연습 견학을 가서 연습 풍경과 선배 선수들의 연습하는 모습을 지켜본 것을 계기로 고료 고등학교에 진학하기로 결심했다.
고료 고등학교에 진학한 후 1학년 때부터 벤치에 들어갔고 3학년 때인 춘계 선발 고등학교 야구 대회(제79회 선발 고등학교 야구 대회)에서는 1차전에서 가라카와 유키가 소속된 나리타 고등학교와 상대해 연장전까지 접전 끝에 승리하여 8강에 진출했다. 또 3학년 여름에 있었던 제89회 전국 고등학교 야구 선수권 대회에서는 1차전에서 제86회, 제87회, 제88회와 하계 고시엔 대회에 3년 연속 결승 진출 중인 고마자와 대학 부속 도마코마이 고등학교에게 역전승을 거뒀고 준준결승에서는 구마시로 마사토가 소속된 이마바리니시 고등학교, 준결승에서는 같은 해의 춘계·하계 대회 연패를 노리고 있던 다나카 겐지로가 소속된 도코하키쿠가와 고등학교를 누르고 승리했다. 이 승리로 ‘하계 고시엔 4년 연속 결승 진출 저지’와 ‘춘계·하계 연패 저지’라는 두 개의 기록을 달성했다. 결승전인 사가키타 고등학교와의 경기에서는 7이닝까지 피안타 1개로 막아내면서도 8회말에 2개의 피안타와 2개의 볼넷으로 1점을 내준 뒤 소에지마 히로시에게 역전 만루 홈런을 맞고 준우승에 그쳤다. 경기 종료 후 그라운드에서는 전혀 눈물을 보이지 않았지만 숙소에서 열린 나카이 데쓰유키 감독의 기자회견 도중에 근처에서 갑자기 쓰러져 끝내 울었다고 한다. 이 대회에서는 46이닝을 던져 피안타 43개, 삼진 47개, 4사구 9개, 13자책점을 기록했고 타자로서는 주로 8번으로 기용돼 21타수 10안타 5타점을 남겼다. 노무라의 고등학교 2년 선배는 후지카와 슌스케이며 1년 선배인 요시카와 미쓰오, 동급생에는 하부 쇼헤이와 고바야시 세이지, 1년 후배는 나카타 렌과 우에모토 다카시가 있다.
메이지 대학 상학부에 진학하여 경식 야구부에 입단한 후에는 1학년 춘계 시즌부터 등판해 1학년 추계 시즌에서는 34와 2/3이닝을 던지면서 무자책점(1실점)을 남겼다. 1964년 춘계 시즌에 에지리 아키라 이후 44년 만이 되는 리그 역대 5번째의 ‘시즌 평균 자책점 0.00’을 달성하여 최우수 평균 자책점 타이틀을 차지했다. 2학년 춘계 시즌에서는 4승을 올렸지만 제7주인 호세이 대학과의 2차전에서 이마이 료에게 끝내기 홈런을 허용하면서 팀은 3위에 그쳤다. 3학년 추계 시즌에서는 5승을 올리면서 1.30의 평균 자책점으로 자신의 두 번째인 최우수 평균 자책점을 차지했다.
11월 22일에는 대학 일본 대표팀 선수로서 U-26 NPB 선발 vs 대학 일본 대표팀 선수로 출전해 1이닝을 무실점으로 호투했고 4학년 춘계 시즌에서는 역대 14번째인 통산 300탈삼진을 달성했다. 추계 시즌에는 도쿄 6대학 리그 사상 7번째인 30승 300탈삼진을 달성하면서 처음으로 베스트 나인에 선정됐다. 2011년 제42회 메이지 진구 야구 대회에서는 결승전인 아이치가쿠인 대학과의 경기에서 피안타 4개와 27명의 타자를 막아내며 무볼넷 완봉승을 거두는 등 3경기 연속 완봉승이라는 대회 신기록으로 메이지 대학 통산 5번째의 리그 우승에 기여했고 야구 인생에 있어서는 최초로 정상 자리에 올랐다. 도쿄 6대학 리그 통산 65경기에 등판하여 30승 12패, 탈삼진 358개, 평균 자책점 1.92를 기록했다. 스가노 도모유키(도카이 대학), 후지오카 다카히로(도요 대학)와 함께 ‘대학 빅 3’라고 불릴 정도로 주목을 받았다.

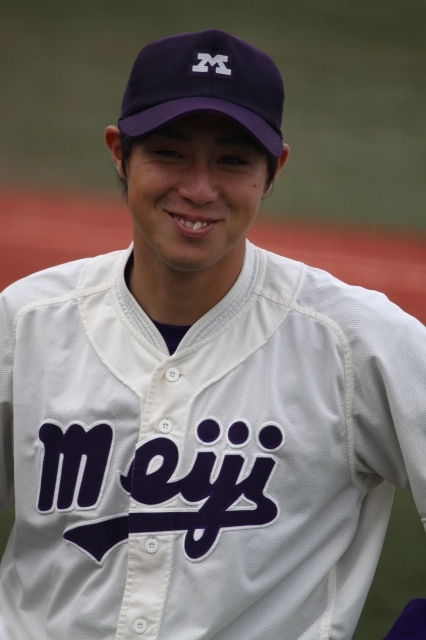
메이지 대학 시절의 노무라(2011년, 메이지 진구 야구장)

2011년 10월 27일 프로 야구 드래프트 회의에서는 히로시마 도요 카프로부터 1순위 지명을 받았고 학생 야구 대회의 모든 일정이 종료된 11월 29일에 구단과 첫 교섭에 임했다. 계약금 1억 엔에 연봉 1,500만 엔으로 입단이 최종 결정됐고 등번호는 19번으로 결정됐다.

### 프로 입단 후

#### 2012년
개막 이후부터 1군에서의 선발 로테이션 일원으로 활약하면서 4월 8일 요코하마 DeNA 베이스타스전에서 프로 데뷔 첫 승리를 거뒀고 4월 29일 도쿄 야쿠르트 스왈로스전에서 8이닝 동안 1개의 피안타로 호투한 끝에 홈구장인 마쓰다 스타디움에서의 첫 승리를 거두었다. 전반기에서 7승(3패)을 올릴 정도의 호조를 유지했고 신인이면서도 감독 추천에 의한 올스타전에 첫 출전을 했다. 올스타전 2차전(7월 21일, 마쓰야마 봇짱 스타디움)에서는 6회부터 중간 계투로서 등판, 3이닝 무실점으로 호투해서 올스타전 감투상을 받았다.
최종적으로는 9승(11패)을 기록하면서 승수보다 패한 횟수가 더 많았고 두 자릿수 승리에는 미치지 못했지만 평균 자책점은 1.98을 기록했다. 센트럴 리그 1군 공식전에서 최종 규정 투구 이닝에 도달한 끝에 평균 자책점 1점 대를 기록한 신인 투수로서는 1966년 호리우치 쓰네오 이래 46년 만의 5번째이다. 이러한 공로로 노무라는 센트럴 리그 신인왕에 선정되는 영예를 안았고 그해의 퍼시픽 리그 신인왕으로 선정된 마스다 나오야와 함께 최초로 헤이세이 시대에 태어난 신인왕이 됐다.

#### 2013년
시즌 개막 이후부터 연패를 당해 4월 17일에는 오른쪽 어깨 관절순 손상으로 프로 데뷔 후 처음으로 2군에 내려갔다. 2군으로 내려간 뒤에 투구폼 수정을 거쳐 1군에 복귀하면서 5월 17일 오릭스 버펄로스전(구레 시 니코 야구장)에서 프로 첫 완투 승리를 거뒀다. 선발 투수로서 등판한 9월 12일 야쿠르트전(메이지 진구 야구장)에서 3회에 프로 첫 홈런을 기록한 것을 비롯해, 투수로서는 6이닝 4실점의 내용으로 승리 투수가 됐고 프로 2년째에 처음으로 10승을 넘었다.
시즌 전체적으로 23경기에 등판하여 전년도와 마찬가지로 최종 규정 투구 이닝에 도달했고 12승(완투 승리는 두 차례) 6패, 평균 자책점 3.74의 성적을 남겼다. 11월에는 중화민국에서 열린 ‘2013 BASEBALL CHALLENGE 일본 VS 중화 타이베이’의 일본 대표팀 선수로 발탁됐다.

#### 2014년
그해 4월에는 3승을 올렸는데도 불구하고 평균 자책점이 6점대로 나올 정도의 안정감이 떨어지자, 5월에 1군 등록이 말소됐다. 2군에서 투구폼을 수정했고 1군에 복귀한 6월 18일, 도호쿠 라쿠텐 골든이글스전(마쓰다 스타디움)에서 약 2개월 만에 승리 투수가 됐다. 이후 8월까지 월간 평균 자책점 2점 대로 나올 정도의 호투를 계속하고 있었지만 9월에 들어가면서 연타를 당하는 경우가 속출했고 특히 같은 달 24일 야쿠르트와의 경기(메이지 진구 야구장)에서 6실점을 내주며 2군에 내려갔다. 팀은 정규 시즌 3위로 클라이맥스 시리즈에 진출했지만 규정 투구 이닝을 채우지 못하고 클라이맥스 시리즈에서의 출전 기회를 갖지 못할 정도의 암울한 시즌을 보냈다.

#### 2015년
개막 이후 5경기째까지 3승을 올렸다. 그러나 5월 28일 지바 롯데 마린스전에서 자신의 최악의 기록인 10실점(8자책점)을 내주며 6회에서 강판됐고 자신의 생일인 6월 24일 등판에서도 3회 도중 5실점을 내주며 강판돼 시즌 5패째를 기록했다. 7월 5일 야쿠르트전(마쓰다 스타디움)에서 약 2개월 만에 승리를 거두고도 평균 자책점은 5점 전후로 본래의 모습을 되찾지 못했고 7월 21일 주니치 드래곤스전(마쓰다 스타디움)에서 3회 도중 5실점(2자책점)을 내주며 1군 등록이 말소됐다. 당초에는 무기한 2군에서의 조정이었지만 9월에는 회복 조짐이 보이면서 1군 복귀 후 시즌 마지막 등판이 된 9월 29일 야쿠르트전(메이지 진구 야구장)에서 5이닝 1실점의 호투로 약 3개월 만에 승리 투수가 되는 영예를 안았다.
시즌 성적은 5승 8패로 15경기에 등판하여 투구 이닝(87과 1/3이닝)은 프로 데뷔 후 가장 낮았고 또 평균 자책점(4.64)과 승률(.385)은 프로 데뷔 후 가장 나쁜 성적을 남겼다.

#### 2016년
로스앤젤레스 다저스로 이적한 마에다 겐타를 대신하는 우완 에이스로서 공식전 개막 이후부터 호조를 유지했다. 4월 28일 야쿠르트전(메이지 진구 야구장)에서 1군 공식전에서의 첫 완봉 승리를 거둔 것과 5월 25일 요미우리전에서부터 7월 22일 한신전(모두 마쓰다 스타디움)까지 8경기에 선발 등판하여 8연승을 기록했다. 8연승을 기록하는 와중에 6월에는 센트럴 리그 투수 부문에서의 월간 MVP에 처음으로 선정 된 것 외에도 7월 5일 주니치전(도야마 알펜 스타디움)에서 그해 센트럴·퍼시픽 양대 리그에서 가장 빠른 10승째에 도달했다. 올스타전에서는 센트럴 리그의 감독 추천 선수로서 4년 만의 출전을 이룬 것과 센트럴 리그 다승왕 타이틀을 놓고 팀 동료인 크리스 존슨과 경쟁하면서 팀의 25년 만의 리그 우승 달성에 큰 기여를 했다. 9월 2일 야쿠르트전(메이지 진구 야구장)에서 개인 최다인 시즌 13승째를 올렸고 정규 시즌 마지막 등판인 24일 야쿠르트전(마쓰다 스타디움)에서 리그 단독 1위인 16승째와 승률 8할 4푼 2리(16승 3패)를 기록했다. 투구 이닝은 적었지만 타선의 지원과 강력한 중간 계투진의 도움으로 센트럴 리그 다승왕과 최고 승률 타이틀을 연거푸 획득했고 베스트 나인(투수 부문)에도 선정됐다. DeNA와의 클라이맥스 시리즈 파이널 스테이지에서는 2차전에 선발로 등판하여 6이닝 동안 3안타 무실점의 호투로 클라이맥스 시리즈에서 첫 승을 기록했다. 홋카이도 닛폰햄 파이터스와의 일본 시리즈에서는 2차전에 선발로 등판하여 6이닝을 2피안타 1실점(무자책점)의 내용으로 일본 시리즈 첫 승리를 따냈다. 그 후 히로시마가 2승 3패로 맞이한 6차전에도 선발 등판했지만 4이닝 4실점(1자책점)에서 강판돼 승패는 연결되진 않았지만 팀이 패한 바람에 일본 시리즈 우승을 놓쳤다.
10월 18일에는 ‘사무라이 재팬 - 야구 네덜란드 대표, 야구 멕시코 대표 강화 경기’의 일본 대표팀 선수로 발탁됐다. 12월 16일에는 계약 갱신을 하면서 연봉 1억 엔에 달했다.

#### 2017년
2월 8일에 월드 베이스볼 클래식 일본 국가대표팀에서 대회 중에 교체가 가능한 지명 투수 범위에 들어갔다.

## 플레이 스타일

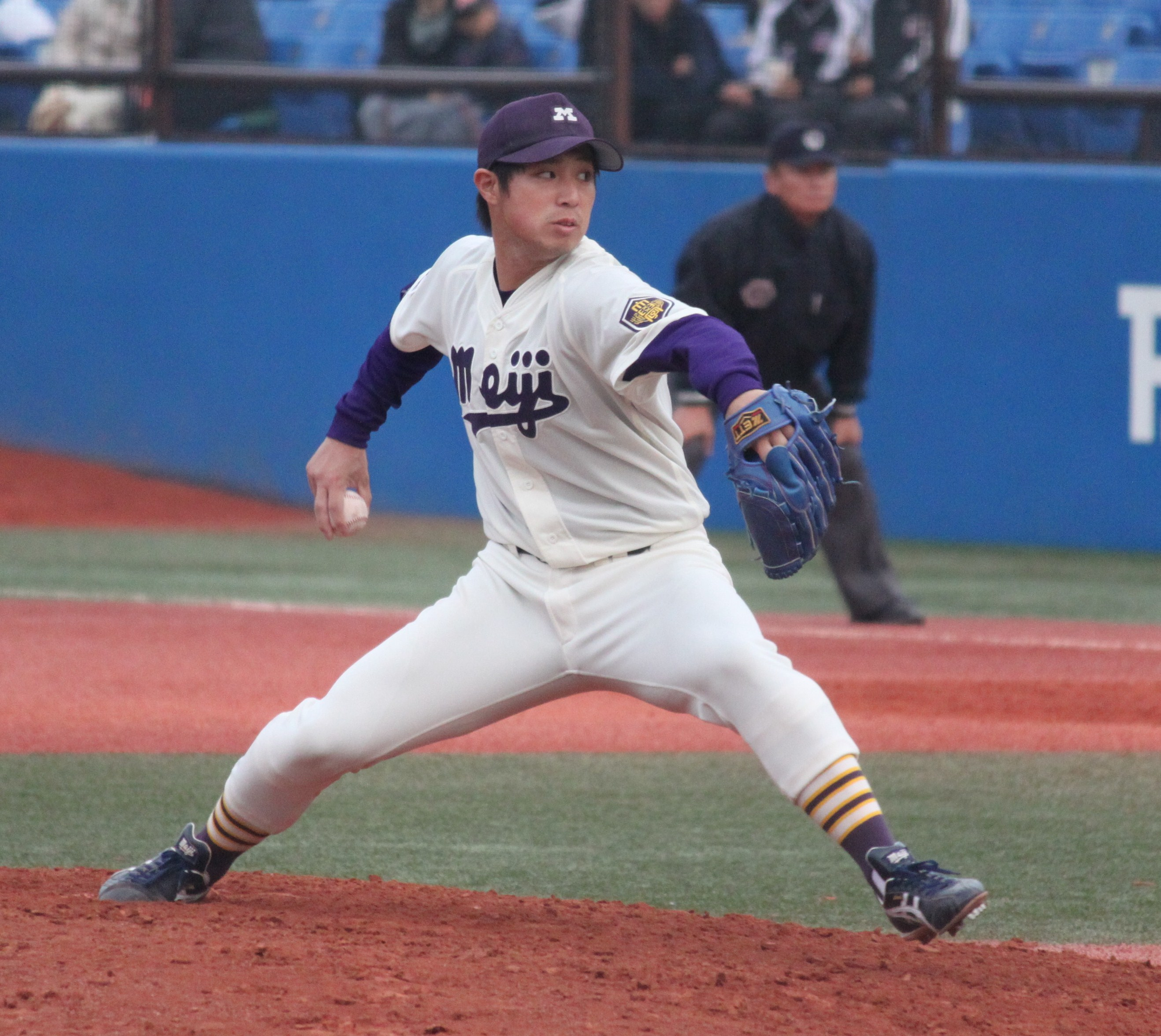
메이지 대학 시절 노무라의 투구폼(2011년 11월 27일)

- 스리쿼터에서 평균 구속 약 139 km/h,[36] 최고 속도 149 km/h(프로 데뷔 후의 최고 속도는 147 km/h)의 직구와 컷 패스트볼에 가까운 고속 슬라이더를 무기로 하고 그 밖에 체인지업, 커브를 나눠 던진다.[37] 또한 2014년의 시즌을 향해서 오타케 간에게서 배운 슈토 계열의 구종에도 몰두했다.[38] 2015년부터는 크리스 존슨의 ‘파워 커브’ 습득도 목표로 하고 있다.[39]
- 하반신 주체의 폼으로 제구가 좋고[40] 아마추어 시절에는 “통찰력, 관찰력, 뭐라해도 대응력이 뛰어나다. 프로에서 10년이나 활약하고 있는 듯한 능숙함이 있다”는 프로 구단 스카우트로부터 높은 평가를 받았다.[41]

## 에피소드
- 주위에서는 ‘마이페이스’라고 부르지만 오기가 있어서 그런지 승부에서는 무엇이라도 지고 싶지 않다고 한다.[42] 노무라의 부모는 “어릴 적부터 매우 별난 아이여서 자신이 결정한 것은 관철하고 사람에게 밀리지 않는 아이였다”고 말했다.[43]
- 투수로서는 정신면과 민첩성, 컨트롤을 중요하게 여기고 있다고 하여 사와무라 히로카즈에게서 웨이트 트레이닝을 추천받은 적이 있지만 “자신은 ‘유연하게’ 던지는 타입이므로 근육을 경직시키면 안 된다”는 이유로 웨이트 트레이닝은 일절 하지 않는다고 한다.[37]
- 취미는 영화 감상[40]과 목욕이다. 등판 전날에는 1시간 가까이 숙소에 마련된 큰 욕탕에 몸을 담그는 것으로 알려져 있고 개인적으로 온천 여행도 즐긴다고 한다.[37]
- 원래 왼손잡이였지만 2살 때 할아버지에게서 처음으로 선물받은 글러브가 오른손잡이용으로, 오른손을 던지면서 야구를 가르쳐 주었기 때문에 우투우타가 됐다. 젓가락을 잡을 때는 왼손으로 잡고, 글씨는 오른손으로 쓴다.
- 배우 요시무라 다쿠야와는 친구 사이이며 고등학교 동급생이기도 하다.

## 상세 정보

### 출신 학교
- 고료 고등학교
- 메이지 대학

### 선수 경력
- 히로시마 도요 카프(2012년 ~ )

### 수상·타이틀 경력

#### 타이틀
- 다승왕 : 1회(2016년)
- 최고 승률 : 1회(2016년)

#### 수상
- 신인왕(2012년) ※마스다 나오야와 함께 헤이세이 시대 태생으로는 처음
- 베스트 나인: 1회(2016년) ※투수 부문
- 2012 골든 루키상(2012년)
- 월간 MVP : 1회(2016년 6월) ※투수 부문
- 올스타전 감투 선수상 : 1회(2012년 2차전)
- 일본 프로 스포츠 대상 최고 신인상(2012년)
- 최우수 배터리상 : 1회(2016년) ※포수: 이시하라 요시유키

### 개인 기록

#### 투수 기록
- 첫 등판·첫 선발 : 2012년 4월 1일, 대 주니치 드래건스 3차전(나고야 돔), 6이닝 1실점 4탈삼진
- 첫 탈삼진 : 상동, 1회말에 아라키 마사히로를 루킹 삼진으로 처리
- 첫 승리·첫 선발 승리 : 2012년 4월 8일, 대 요코하마 DeNA 베이스타스 3차전(요코하마 스타디움), 8이닝 무실점
- 첫 완투 승리 : 2013년 5월 17일, 대 오릭스 버펄로스 1차전(구레시 니코 야구장), 9이닝 1실점 9탈삼진
- 첫 완봉 승리 : 2016년 4월 27일, 대 도쿄 야쿠르트 스왈로스 4차전(메이지 진구 야구장), 9이닝 5피안타 무실점

#### 타격 기록
- 첫 안타 : 2012년 4월 22일, 대 주니치 드래건스 6차전(MAZDA Zoom-Zoom 스타디움 히로시마), 5회말에 야마모토 마사로부터 중전 안타
- 첫 타점 : 2012년 5월 31일, 대 사이타마 세이부 라이온스 2차전(MAZDA Zoom-Zoom 스타디움 히로시마), 6회말에 오이시 다쓰야로부터 우익선상 적시 2루타
- 첫 홈런 : 2013년 9월 12일, 대 도쿄 야쿠르트 스왈로스 22차전(메이지 진구 야구장), 3회초에 도쿠야마 다케아키로부터 좌월 3점 홈런

#### 기록 달성 경력
- 통산 1000투구 이닝 : 2019년 7월 25일, 대 주니치 드래건스 17차전(MAZDA Zoom-Zoom 스타디움 히로시마), 5회초 2아웃째에 에니 로메로로부터 헛스윙 삼진으로 달성 ※역대 354번째

#### 기타
- 올스타전 출장 : 2회(2012년, 2016년)
- 첫 등판부터 연속 경기 선발 등판 : 202 ※NPB 신기록, 계속 중

### 등번호
- 19(2012년 ~ )

### 연도별 투수 성적
| 연 도       | 소 속       | 등 판 | 선 발 | 완 투 | 완 봉 | 무 4 구 | 승 리 | 패 전 | 세 이 브 | 홀 드 | 승 률 | 타 자 | 이 닝  | 피 안 타 | 피 홈 런 | 볼 넷 | 고 4 | 몸 맞 | 탈 삼 진 | 폭 투 | 보 크 | 실 점 | 자 책 점 | 평 자 책 | W H I P |
| ----------- | ----------- | ----- | ----- | ----- | ----- | ------- | ----- | ----- | -------- | ----- | ----- | ----- | ------ | -------- | -------- | ----- | ---- | ----- | -------- | ----- | ----- | ----- | -------- | -------- | ------- |
| 2012년      | 히로시마    | 27    | 27    | 0     | 0     | 0       | 9     | 11    | 0        | 0     | .450  | 704   | 172.2  | 143      | 6        | 52    | 0    | 2     | 103      | 3     | 2     | 46    | 38       | 1.98     | 1.13    |
| 2013년      | 히로시마    | 23    | 23    | 2     | 0     | 1       | 12    | 6     | 0        | 0     | .667  | 620   | 149.1  | 142      | 13       | 37    | 1    | 7     | 103      | 3     | 0     | 70    | 62       | 3.74     | 1.20    |
| 2014년      | 히로시마    | 19    | 19    | 0     | 0     | 0       | 7     | 8     | 0        | 0     | .467  | 465   | 104.2  | 114      | 10       | 37    | 0    | 3     | 75       | 0     | 0     | 64    | 51       | 4.39     | 1.44    |
| 2015년      | 히로시마    | 15    | 15    | 0     | 0     | 0       | 5     | 8     | 0        | 0     | .385  | 384   | 87.1   | 110      | 11       | 23    | 0    | 3     | 51       | 1     | 0     | 53    | 45       | 4.64     | 1.52    |
| 2016년      | 히로시마    | 25    | 25    | 1     | 1     | 0       | 16    | 3     | 0        | 0     | .842  | 633   | 152.2  | 139      | 11       | 37    | 0    | 6     | 91       | 3     | 0     | 50    | 46       | 2.71     | 1.15    |
| 2017년      | 히로시마    | 25    | 25    | 0     | 0     | 0       | 9     | 5     | 0        | 0     | .643  | 645   | 155.1  | 152      | 12       | 38    | 0    | 4     | 106      | 4     | 0     | 53    | 48       | 2.78     | 1.22    |
| 2018년      | 히로시마    | 20    | 20    | 0     | 0     | 0       | 7     | 6     | 0        | 0     | .538  | 514   | 119.1  | 136      | 10       | 30    | 0    | 2     | 60       | 1     | 0     | 62    | 56       | 4.22     | 1.39    |
| 2019년      | 히로시마    | 18    | 18    | 0     | 0     | 0       | 6     | 5     | 0        | 0     | .545  | 414   | 95.1   | 96       | 6        | 34    | 2    | 2     | 65       | 0     | 0     | 52    | 43       | 4.06     | 1.36    |
| 2020년      | 히로시마    | 13    | 13    | 0     | 0     | 0       | 6     | 3     | 0        | 0     | .667  | 309   | 70.2   | 81       | 9        | 22    | 1    | 3     | 35       | 0     | 0     | 36    | 36       | 4.58     | 1.46    |
| 2021년      | 히로시마    | 8     | 8     | 0     | 0     | 0       | 0     | 4     | 0        | 0     | .000  | 171   | 35.2   | 48       | 6        | 17    | 2    | 2     | 29       | 2     | 0     | 25    | 25       | 6.31     | 1.82    |
| 2022년      | 히로시마    | 9     | 9     | 0     | 0     | 0       | 2     | 3     | 0        | 0     | .400  | 191   | 41.1   | 55       | 4        | 14    | 1    | 0     | 18       | 0     | 0     | 27    | 24       | 5.23     | 1.67    |
| 통산 : 11년 | 통산 : 11년 | 202   | 202   | 3     | 1     | 1       | 79    | 62    | 0        | 0     | .560  | 5050  | 1184.1 | 1216     | 98       | 341   | 7    | 34    | 736      | 17    | 2     | 538   | 474      | 3.60     | 1.31    |

- 2022년 시즌 종료 기준.
- 굵은 글씨는 시즌 최고 성적.

### 연도별 수비 성적
| 연도 | 소속     | 투수  | 투수  | 투수  | 투수  | 투수  | 투수     |
| 연도 | 소속     | 경 기 | 척 살 | 보 살 | 실 책 | 병 살 | 수 비 율 |
| ---- | -------- | ----- | ----- | ----- | ----- | ----- | -------- |
| 2012 | 히로시마 | 27    | 12    | 30    | 1     | 2     | .977     |
| 2013 | 히로시마 | 23    | 9     | 27    | 0     | 6     | 1.000    |
| 2014 | 히로시마 | 19    | 2     | 19    | 1     | 0     | .955     |
| 2015 | 히로시마 | 15    | 7     | 17    | 0     | 1     | 1.000    |
| 2016 | 히로시마 | 25    | 17    | 25    | 0     | 0     | 1.000    |
| 2017 | 히로시마 | 25    | 10    | 30    | 0     | 5     | 1.000    |
| 2018 | 히로시마 | 20    | 9     | 27    | 0     | 1     | 1.000    |
| 2019 | 히로시마 | 18    | 10    | 18    | 0     | 1     | 1.000    |
| 2020 | 히로시마 | 13    | 2     | 9     | 0     | 0     | 1.000    |
| 2021 | 히로시마 | 8     | 1     | 4     | 0     | 0     | 1.000    |
| 2022 | 히로시마 | 9     | 3     | 4     | 0     | 0     | 1.000    |
| 통산 | 통산     | 202   | 82    | 210   | 2     | 16    | .993     |

- 2022년 시즌 종료 기준.

## 저서
- 노무라 유스케 (2017년). 《野村祐輔メッセージBOOK -未来を描く-》 [노무라 유스케 메시지BOOK - 미래를 그리다]. 고사이도 출판. ISBN 978-4331521069.